# Campoplex rector
Campoplex rector là một loài tò vò trong họ Ichneumonidae.